# Max Grob
Max Grob (* 2. Januar 1901 in Zürich; † 21. Dezember 1976 ebenda) war ein Schweizer Kinderchirurg.

## Leben
Er war der erste Schweizer Chirurg, der ausschliesslich kinderchirurgisch tätig war. Er begann seine Tätigkeit 1928 im Kinderspital des Kantons Zürich. 1936 beendete er seine Ausbildung zum Kinderchirurgen in Zürich. Von 1939 bis 1971 war er Chefarzt der Chirurgischen Klinik des Kinderspitals Zürich.
1947 führte Grob die erste erfolgreiche Operation (Blalock-Taussig) eines Kindes mit Fallot-Tetralogie in Europa durch. Er führte 1957 die künstliche Hypothermie ein und benutzte 1959 erstmals eine Herz-Lungen-Maschine. Grob war der erste Schweizer Kinderchirurg, der eine Durchzugs-Operation bei Morbus Hirschsprung durchführte.
Er war Mitglied in internationalen kinderchirurgischen Organisationen und erhielt 1969 die Dennis Browne Memorial Medal der British Association of Paediatric Surgeons (BAPS). Grob war Ehrenmitglied der Deutschen Gesellschaft für Kinderchirurgie.

## Veröffentlichungen (Auswahl)
- Lehrbuch der Kinderchirurgie. Thieme, Stuttgart 1957.